# Orindiúva (ort)
Orindiúva är en ort i Brasilien.   Den ligger i kommunen Orindiúva och delstaten São Paulo, i den sydöstra delen av landet, 500 km söder om huvudstaden Brasília. Orindiúva ligger 454 meter över havet och antalet invånare är 5 675.
Terrängen runt Orindiúva är platt, och sluttar österut. Närmaste större samhälle är Paulo de Faria, 17,1 km norr om Orindiúva.
Omgivningarna runt Orindiúva är en mosaik av jordbruksmark och naturlig växtlighet. Runt Orindiúva är det glesbefolkat, med 8 invånare per kvadratkilometer.